# Seksty

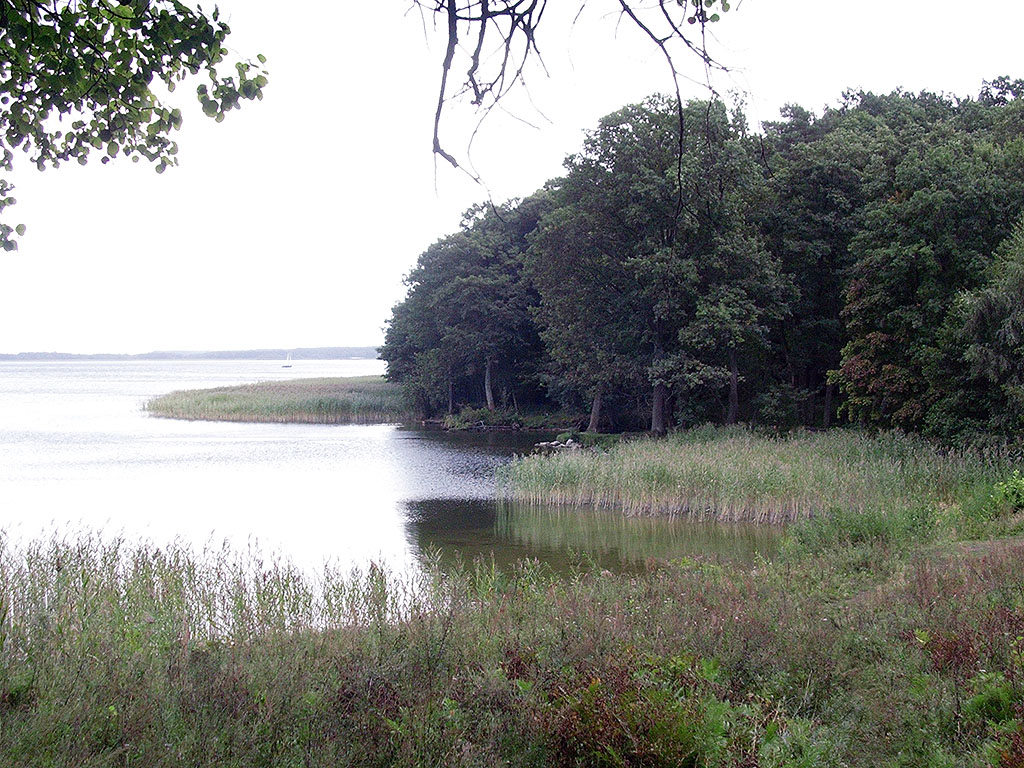
Seksty, binduga Port

Seksty (niem. Sexter See) – jezioro w woj. warmińsko-mazurskim, w pow. piskim, w gminie Pisz, leżące na terenie Krainy Wielkich Jezior Mazurskich
Jezioro tworzy południową zatokę jeziora Śniardwy. Jezioro poprzez Kanał Jegliński ma połączenie z jeziorem Roś. Z główną taflą Śniardw łączy się wąską i dość płytką cieśniną nazywaną Bramką Seksteńską.
Od północnego zachodu jeziora Seksty znajduje się zatoka Kaczerajno (uważana czasem za odrębne jezioro), oddzielona od Sekst i Śniardw wąskim, bagnistym półwyspem Kaczor, a na południowym wschodzie jest wejście do Kanału Jeglińskiego. Od Bramki Seksteńskiej do Kanału Jeglińskiego prowadzi oznakowany szlak wodny z Mikołajek do Pisza.
Powierzchnia zwierciadła wody wynosi 792 ha; głębokość jeziora dochodzi do 7 m.
Brzegi Sekst są od wschodu niskie i podmokłe, od zachodu wyższe, zalesione (Puszcza Piska). Porośnięte trzcinami i roślinnością przybrzeżną. Pas ten jednak nie jest zbyt szeroki; 5–15 m od brzegu. Seksty nie są tak uczęszczane jak inne jeziora szlaku Wielkich Jezior Mazurskich, są jednak lubiane przez żeglarzy, a przy brzegach Sekst znajduje się kilka bardzo popularnych miejsc biwakowych i postojowych, np. Binduga Port (dawna przystań do spławiania tartacznego drewna) lub wierzchołek półwyspu Kaczor.
Kąpieliska: Południowo-zachodnia część jeziora obfituje w bindugi. Tam wybudowane są liczne pomosty i istnieją wygodne, piaszczyste zejścia do wody.
Nad brzegiem jeziora znajdują się wsie Karwik i Zdory.
Na polskiej mapie z 1932 roku Wojskowego Instytutu Geograficznego zaznaczono polską nazwę Seksty. W 1950 roku wprowadzono urzędowo nazwę Seksty, zastępując poprzednią niemiecką nazwę jeziora – Sexter See.
Istnieje połączenie kanałem z jeziorem Roś poprzez Kanał Jegliński, który wypływa w południowo-wschodniej części Sekst, a uchodzi w zachodniej części jeziora Roś. Seksty przechodzi cieśniną: na północnym zachodzie w Śniardwy, a na zachodzie w Kaczerajno. Przy samym wschodnim brzegu Sekst, od północnego brzegu, aż po południowy koniec przebiega granica Mazurskiego Parku Krajobrazowego.